# Méricourt-en-Vimeu
Méricourt-en-Vimeu è un comune francese di 117 abitanti situato nel dipartimento della Somme nella regione dell'Alta Francia.

## Società

### Evoluzione demografica
Abitanti censiti